# Alexander Hamilton Bridge
De Alexander Hamilton Bridge is een stalen boogbrug in New York tussen The Bronx en het noordeinde van Manhattan. Ze voert de Trans-Manhattan Expressway, een deel van de Interstate 95, die vanaf de George Washington Bridge over de Hudson 1,3 mijl van west naar oost door de wijk Washington Heights voert, met 2 keer 4 rijstroken sinds 1963 over de rivier de Harlem om zo in The Bronx over te gaan in de Cross Bronx Expressway.
De brug was een onderdeel van het masterplan uit de jaren vijftig ontwikkeld door Robert Moses voor de verbinding van de Trans-Manhattan en Cross-Bronx Expressways. De brug wordt beheerd en onderhouden door het New York State Department of Transportation. De brug onderging een grondige renovatie van 2009 tot 2014 voor 407 miljoen dollar door een consortium van China State Construction Engineering en Halmar International.
De brug eert Alexander Hamilton, naar wie ook het voormalig douanekantoor Alexander Hamilton U.S. Custom House in Lower Manhattan werd genoemd. Hamilton was New Yorker en een van de founding fathers van de Verenigde Staten met dat hij een van de medeondertekenaars was van de Grondwet van de Verenigde Staten en, als vertrouweling van George Washington, de eerste  Amerikaanse minister van Financiën van het land.